# Dong Fang Zhi Xing
Dong Fang Zhi Xing (kinesisk: 东方之星) var navnet på et kinesisk flod-krydstogtskib, som sank i Yangtze-floden 1. juni 2015 ved 21.30-tiden lokal tid med 456 personer ombord, overvejende ældre krydstogtsgæster. Kun 14 overlevede, heriblandt kaptajnen og maskinmesteren.
Skibet var bygget i 1994 i Chongqing og blev benyttet i fjordsejling mellem Nanjing og Chongqing.